# 圣于连昂韦科尔
圣于连昂韦科尔（法語：Saint-Julien-en-Vercors，法語發音：[sɛ̃ ʒyljɛ̃ ɑ̃ vɛʁkɔʁ]，意为“韦科尔山中的圣于连”）是法国德龙省的一个市镇，属于迪镇区。

## 地理
韦科尔（45°3'1"N, 5°26'58"E）面积18.47 平方千米，位于法国奥弗涅-罗讷-阿尔卑斯大区德龙省，该省份为法国东南部内陆省份，北起顺时针与伊泽尔省、上阿尔卑斯省、上普罗旺斯阿尔卑斯省、沃克吕兹省和阿尔代什省接壤。
与韦科尔接壤的市镇（或旧市镇、城区）包括：圣马丹昂韦科尔、维拉尔德朗斯、沙特吕、绍朗什、朗屈雷勒。
韦科尔的时区为UTC+01:00、UTC+02:00（夏令时）。

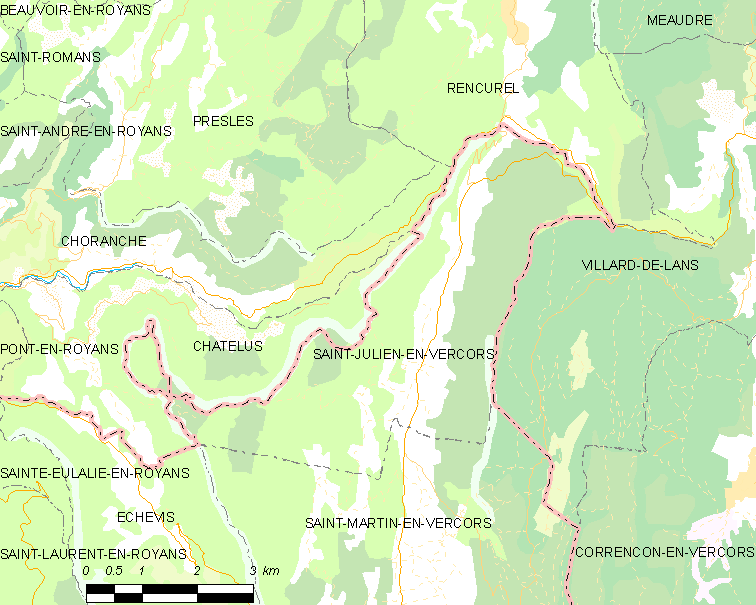
韦科尔的OSM定位图

## 行政
韦科尔的邮政编码为26420，INSEE市镇编码为26309。

## 政治
韦科尔所属的省级选区为韦科尔-晨山县。

## 人口

1962-2008年间韦科尔人口变化图示

韦科尔于2022年1月1日时的人口数量为252人。